# Lincoln County, Minnesota
Lincoln County är ett administrativt område i delstaten Minnesota i USA, med 5 896 invånare. Den administrativa huvudorten (county seat) är Ivanhoe. 

## Politik
Lincoln County är ett så kallat swing distrikt och det brukar vara jämnt mellan republikanerna och demokraterna i valen. Under 2000-talet har dock republikanernas presidentkandidat vunnit distriktet i tre av fem presidentval (valen 2004, 2012 och 2016). I valet 2016 fick republikanernas kandidat 64 procent av rösterna, mot 28,5 procent för demokraternas kandidat. Detta är första gången sedan valet 1920 som republikanernas kandidat fått över 60 procent av countyts röster i ett presidentval. Det är även högst röstprocent för en enskild presidentkandidat i countyt sedan valet 1964 då demokraternas presidentkandidat fick 68,3 procent av rösterna.

## Geografi
Enligt United States Census Bureau så har countyt en total area på 1 420 km². 1 390 km² av den arean är land och 30 km² är vatten.     

### Angränsande countyn
- Yellow Medicine County - nord
- Lyon County - öst
- Pipestone County - syd
- Brookings County, South Dakota - väst
- Deuel County, South Dakota - nordväst